# Elecciones municipales de Godoy Cruz de 2019
Las elecciones en el departamento de Godoy Cruz de 2019 tuvieron lugar el 29 de septiembre, junto con las elecciones provinciales. En dicha elección se eligieron intendente municipal y concejales. Estuvieron habilitados para votar 155.418 godoicruceños, repartidos en 449 mesas electorales.
Las candidaturas oficiales se definieron en las elecciones primarias, abiertas, simultáneas y obligatorias (PASO) que tuvieron lugar el 9 de junio de 2019.
El intendente en funciones, Tadeo García Zalazar, resultó reelecto con el 59,46% de los votos.

## Resultados

### Elecciones primarias
Las elecciones primarias, abiertas, simultáneas y obligatorias (PASO) tuvieron lugar el 9 de junio de 2019. Se presentaron once precandidatos a la intendencia por ocho espacios políticos distintos. Para pasar a la elección general, es requisito sacar más del 3% de los votos, además de ganar la interna del partido al que se representa.
|  | 77,10 % |

|  | 48,80 % |

|  | 20,71 % |

|  | 2,19 % |

|  | 67,28 % |

|  | 25,61 % |

|  | 32,72 % |

|  | 10,35 % |

|  | 4,63 % |

|  | 2,68 % |

|  | 1,17 % |

|  | 1,10 % |

|  | 0,52 % |

|  | 94,85 % |

|  | 3,14 % |

|  | 2,01 % |

|  | 75,74 % |

|  | 100 % |

### Elecciones generales
Las elecciones generales tuvieron lugar el 29 de septiembre de 2019. El cargo a la intendencia se disputó entre los cuatro candidatos que lograron superar las elecciones primarias.

#### Intendente
|  | 59,46 % |

|  | 27,37 % |

|  | 9,25 % |

|  | 3,92 % |

|  | 96,33 % |

|  | 2,39 % |

|  | 1,28 % |

|  | 77,85 % |

|  | 100 % |

#### Concejales
|  | 59,09 % |

|  | 27,47 % |

|  | 9,37 % |

|  | 4,08 % |

|  | 96,01 % |

|  | 2,71 % |

|  | 1,28 % |

|  | 77,85 % |

|  | 100 % |